# Yann Moix

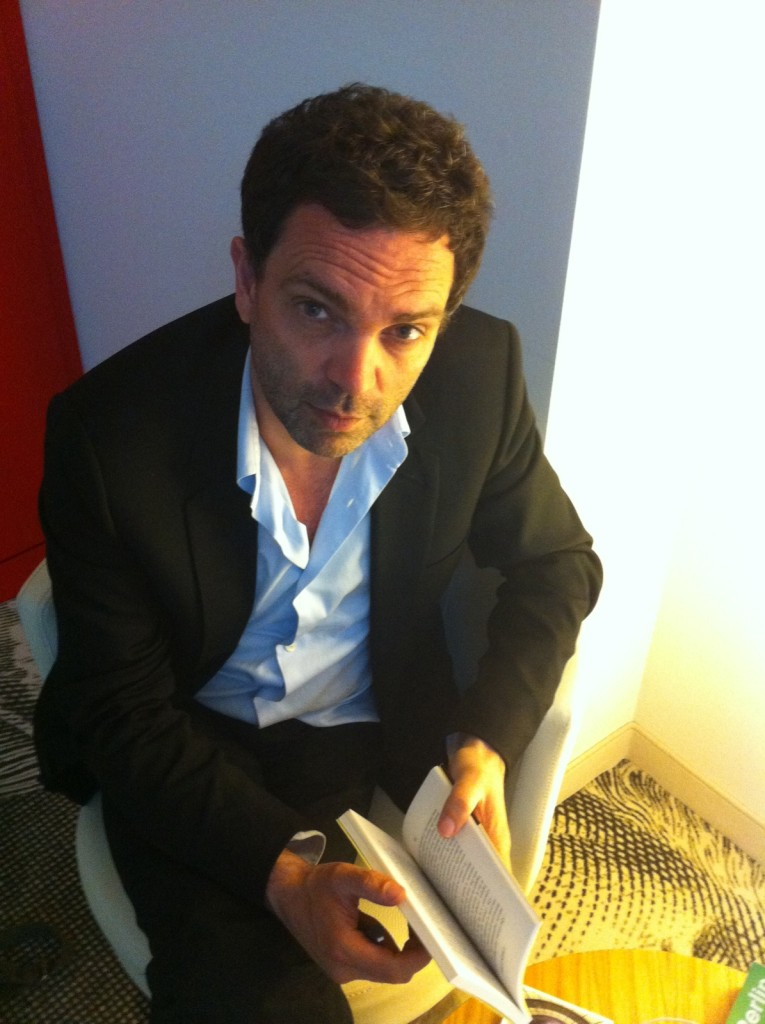
Yann Moix in Berlijn op 21 mei 2011

Yann Moix (Nevers, 31 maart 1968) is een Frans schrijver en filmregisseur.
Voor zijn debuut Jubilations vers le ciel ontving hij in 1996 de Prix Goncourt voor het beste debuut, een prijs die door de Académie Goncourt samen met de hoofdprijs van de Prix Goncourt wordt toegekend. Voor Naissance uit 2013 ontving hij dat jaar de belangrijke Prix Renaudot. 
Zijn debuutfilm, Podium uit 2004 was een Frans-Belgische coproductie met Benoît Poelvoorde. Het door Olivier Dazat geschreven scenario was een bewerking van een roman van Moix zelf. De film ontving vijf nominaties voor de Césars en trok meer dan vier miljoen bioscoopbezoekers. Zijn tweede film uit 2009, Cinéman ontving zeer slechte kritieken en was evenmin een commercieel succes.
In 2019 kwam Moix in een polemiek terecht toen het weekblad L'Express onthulde dat hij op zijn 21e antisemitische teksten en tekeningen had gepubliceerd in een negationistisch tijdschrift. Ook werd hem zijn vroegere vriendschap met Paul-Eric Blanrue, een lid van het Front National, aangewreven.